# Поляри
Поляри (зорі типу AM Геркулеса) — зорі, оптичне випромінювання яких сильно поляризоване. Значна частина їх випромінювання (1/40 — 1/4 L☉) припадає на рентгенівський діапазон. Першою відкритою системою такого типу була AM Геркулеса, від якої й походить назва цього класу об'єктів. 
Поляри є тісними подвійними системами (період обертання зір у системі становить від 80 хвилин до 4 годин) з перетіканням речовини від вторинної компоненти — карлика пізнього спектрального класу — до головної компоненти — білого карлика з надзвичайно сильним магнітним полем. Обертання білого карлика синхронізоване (або майже синхронізоване) з його орбітальним рухом.
Більшу частину часу поляри перебувають у двох станах:
- «високому» (або активному)
- «низькому»

Світність у високому стані в декілька разів більша, ніж у низькому. Перехід у низький стан зумовлений зменшенням темпу акреції, причини якого на кінець XX-го сторіччя не було з'ясовано.
Поляри є різновидом катаклізмічних змінних зір. У більшості катаклізмічних змінних речовина із зорі-супутника під дією гравітації білого карлика утворює акреційний диск. Однак, у системах полярів магнітне поле білого карлика є надто потужним, аби могло відбутися формування акреційного диску. Натомість іонізована речовина рухається вздовж ліній магнітного поля білого карлика й випадає на його поверхню біля магнітних полюсів. Речовина, що випадає на полюс, утворює акреційну колонну, випромінювання якої домінує в системі. Зокрема, вона випромінює і в рентгені. Темп акреції на різні полюси може бути різним (як крайній випадок, акреція може відбуватися тільки на один полюс).
Типова потужність магнітних полів у полярах становить від 10 мільйонів до 80 мільйонів гаусів (1000—8000 тесл). Найсильніше магнітне поле з усіх відомих катаклізмічних змінних має зоря AN Великої Ведмедиці, потужність його становить 230 мільйонів гаусів (23 кТл).
Поляризація є важливою при вивченні полярів: шляхом дослідження поляризації світла можна дізнатися про геометрію подвійної системи[джерело?].